# Les Héritiers de l'oncle James
Les Héritiers de l'oncle James és una pel·lícula muda francesa dirigida per Alfred Machin i Henry Wulschleger el 1924.

## Argument
El parents del ric, solter i una mica excèntric oncle James són tots darrere els seus diners -excepte la seva bona Ginette. Ella el porta a adoptar dos orfans de guerra i mostra com els seus altres parents l'estimen. Però tot d'una, el pare dels orfes, un tinent, està a la porta de la casa.

## Repartiment
- Ginette Maddie al paper de Ginette
- Louis Monfils
- Suzy Love
- Madame Dempsey
- Monsieur Schey
- Georges Térof
- Claude Machin